# Judar i Ryssland

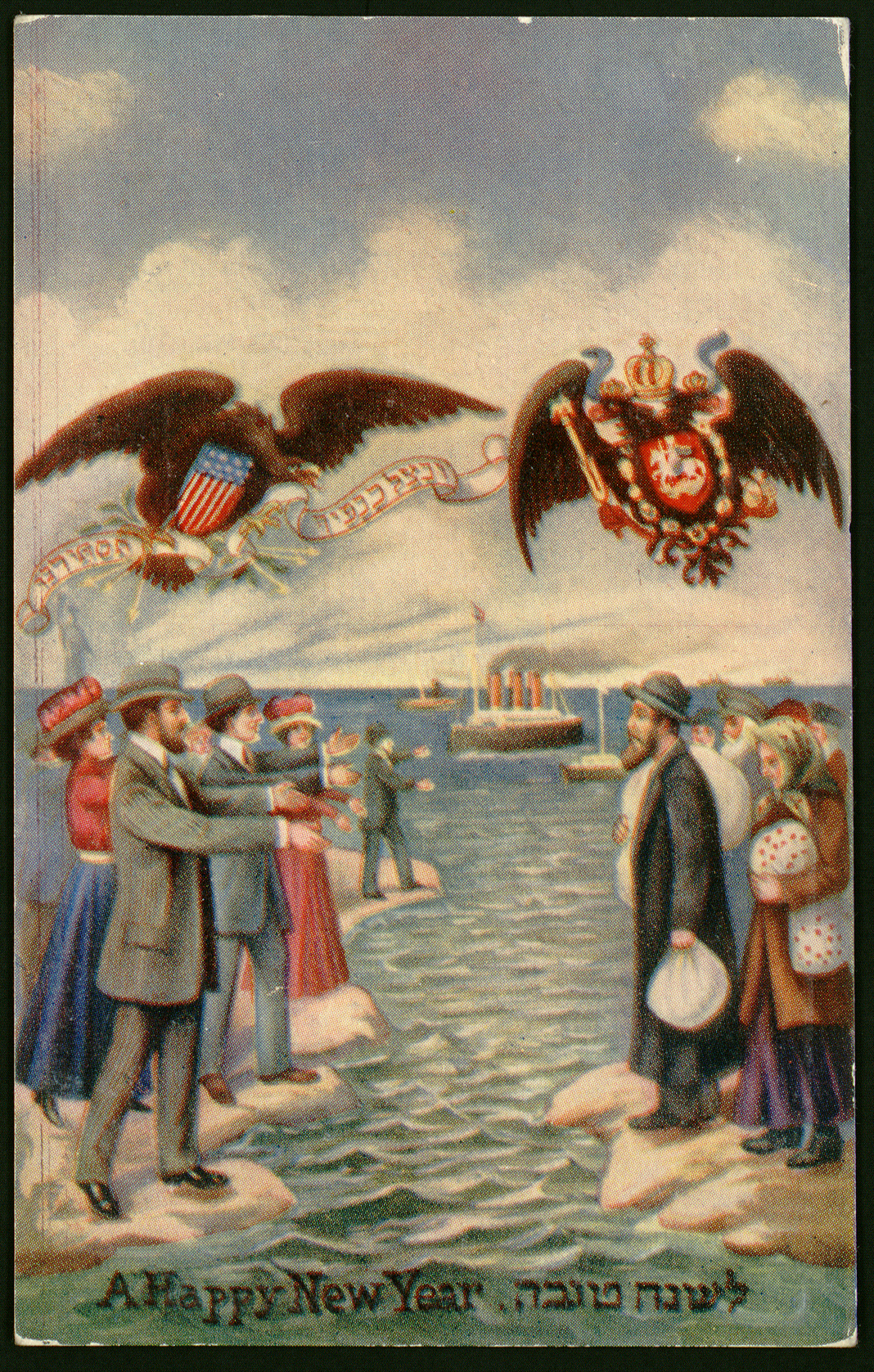
Ett Rosh hashana-kort som uppmuntrar ryska judar att flytta till USA.

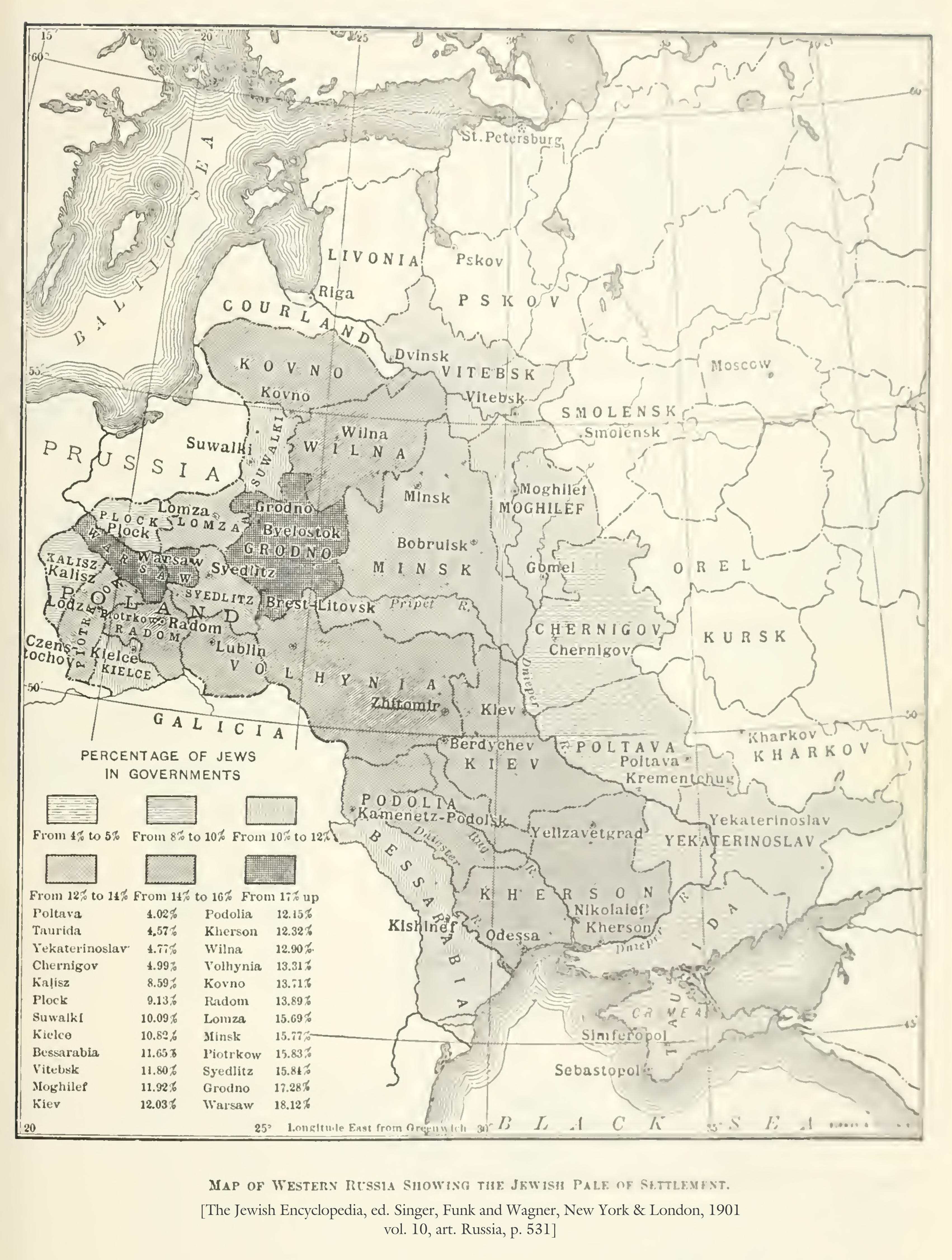
Judiska bosättningsområdet i Kejsardömet Ryssland.

I hela världen finns cirka 4 miljoner judar som härstammar från Kejsardömet Ryssland.

## Historik
Det finns belägg för att det funnits judisk befolkning i Kaukasien och vad som skulle bli Ukraina sedan antiken. Kontinuiteten mellan dessa och den senare judiska befolkningen i Ryssland, Ukraina och Belarus är dock sannolikt liten. Under tidig medeltid kan en del av de bosatta judarna i området judar ha haft bysantinskt och möjligen även khazariskt ursprung, men till större delen bildades de judiska samfälligheterna med inflyttningen av asheknazer från högmedeltiden och framåt.
Kejsardömet Ryssland hade världens största judiska befolkning, framför allt i södra Ryssland, Ukraina, Armenien och Georgien, som delvis möjligen kan föras tillbaka till den Babyloniska fångenskapen. Dokumentation från 300-talet visar på armeniska städer med en judisk befolkning mellan 10 000 och 30 000 personer, samt judiska bosättningar på Krim.

## Azerbajdzjan
Det finns också judar i Azerbajdzjan. De har, liksom i andra länder som Armenien och Georgien, funnits där sedan antiken och förfallet av Babyloniska fångenskapen. Judarna i Azerbajdzjan kallas för ”gornyje jevrei” som på ryska betyder bergsjudar eftersom de bor i ett eget distrikt vid bergen sedan Sovjettiden. Många azerbajdzjanska judar har flyttat till Europa, USA, Ryssland eller till Israel. Orsaken tros vara att det inte finns många arbetstillfällen och att de sedan Sovjetunionens upplösning har blivit trakasserade i det muslimska landet Azerbajdzjan. Antisemitism är olagligt i Azerbajdzjan men är trots det vanligt förekommande.